# Borovník
Borovník (německy Boruwka) je obec v okrese Brno-venkov v Jihomoravském kraji, přibližně 7 km severně od Velké Bíteše. Rozkládá se Křižanovské vrchovině, v údolí potoka Haldy, v průměrné nadmořské výšce asi 488 m. Katastrální plocha obce je přibližně 272 ha, z toho 70 % je orná půda. Lesů a ploch s travnatým porostem je zde velmi málo. Žije zde 111 obyvatel.

## Historie
První písemná zmínka o obci pochází z roku 1398. Pocházejí odtud zkazky o siláku Juříčkovi, který rukou zastavil vodní kolo pily a motykou se ubránil proti Švédům. Do 90. let 19. století byl Borovník součástí Březí.
K historii také patří vznik zemědělského družstva roku 1953. V roce 2000 rekonstrukce rozvodu elektrické energie, telefonu a plynofikace. Dále v roce 2004 vyčištění a regulace potoka a rekonstrukce mostu.
K 1. lednu 2005 byla obec Kuřimská Nová Ves společně s dalšími 23 obcemi převedena z okresu Žďár nad Sázavou (Kraj Vysočina) do okresu Brno-venkov (Jihomoravský kraj).

## Obyvatelstvo
| Rok            | 1869 | 1880 | 1890 | 1900 | 1910 | 1921 | 1930 | 1950 | 1961 | 1970 | 1980 | 1991 | 2001 | 2011 | 2021 |
| -------------- | ---- | ---- | ---- | ---- | ---- | ---- | ---- | ---- | ---- | ---- | ---- | ---- | ---- | ---- | ---- |
| Počet obyvatel | 178  | 168  | 166  | 170  | 154  | 158  | 137  | 114  | 115  | 98   | 84   | 79   | 87   | 92   | 108  |
| Počet domů     | 21   | 21   | 21   | 21   | 25   | 24   | 24   | 30   | 29   | 25   | 23   | 28   | 33   | 38   | 41   |

Vývoj počtu obyvatel

## Dominanty obce
Stavebními dominantami obce je kaple sv. Jana Nepomuckého a zvonice, která byla v roce 1995 Ministerstvem kultury ČR prohlášena kulturní památkou ČR. Dále také škola, která v současné době slouží jako obecní úřad, a sportovní areál. V obci se nachází i pamětní deska padlým v obou válkách. Mezi novější stavby patří například budova sboru dobrovolných hasičů na návsi.

## Doprava
V Borovníku je jediné letiště v tišnovském správním obvodě.
Autobusová linka zajíždějící do Borovníku je začleněna do Integrovaného dopravního systému Jihomoravského kraje.

## Pamětihodnosti
- kaple svatého Jana Nepomuckého
- zvonice na návsi